# Granulina
Granulina é um género de gastrópode  da família Marginellidae.
Este género contém as seguintes espécies:
- Granulina africana Gofas,1992
- Granulina aidae Espinosa & Ortea, 2006
- Granulina amianta Dall, 1889
- Granulina antillensis Jong & Coomans, 1988
- Granulina anxia Hedley, 1909
- Granulina boucheti Gofas, 1992
- Granulina bougei Bavay, 1917
- Granulina canariensis Boyer, 2001
- Granulina cartwrighti Sowerby I, 1915
- Granulina cerea Smeriglio, Gubbioli & Mariottini, 2000
- Granulina clandestina (Brocchi, 1814)
- Granulina clandestinella Bavay, 1908
- Granulina crassa Smeriglio, Gubbioli & Mariottini, 2000
- Granulina crystallina Smeriglio, Gubbioli & Mariottini, 2000
- Granulina cylindrata Boyer & Rolan, 2004
- Granulina elliottae Cotton, 1944
- Granulina elliptica La Perna, 2000
- Granulina fernandesi Boyer & Rolan, 1999
- Granulina ghanensis Rolan & Fernandes, 1997
- Granulina globosa Wakefield & McCleery, 2004
- Granulina gofasi Smriglio & Mariottini, 1996
- Granulina grata Thiele, 1925
- Granulina guanajatabey Espinosa & Ortea, 2003
- Granulina guancha (d'Orbigny, 1840)
- Granulina gubbiolii (Smriglio & Mariottini, 1996)
- Granulina guttula (La Perna, 1999)
- Granulina hadria (Dall, 1889)
- Granulina hedleyi Boyer, 2003
- Granulina isseli Nevill & Nevill, 1875 T
- Granulina lagrifa Espinosa, Fernandez-Garcês & Ortea, 2004
- Granulina lawsonae Lussi & Smith, 1998
- Granulina lazaroi Espinosa & Ortea, 2006
- Granulina liei Bozzetti, 2008
- Granulina mamanucensis Wakefield & McCleery, 2004
- Granulina margaritula Carpenter, 1857
- Granulina mauretanica Gofas, 1992
- Granulina melitensis (Smriglio, Mariottini & Rufini, 1998)
- Granulina minae Espinosa & Ortea, 2000
- Granulina minusculina (Locard, 1897)
- Granulina molinai Espinosa & Ortea, 2006
- Granulina nofronii Smeriglio, Gubbioli & Mariottini, 2000
- Granulina nympha Brazier, 1894
- Granulina ocarina Fernandes, 1988
- Granulina occulta (Monterosato, 1869)
- Granulina ovuliformis d'Orbigny, 1841
- Granulina parilis Gofas & Fernandes, 1988
- Granulina perminima Sowerby III, 1894
- Granulina philpoppei Cossignani, 2006
- Granulina pierrepineaui Pin & Boyer, 1994
- Granulina pulvis Jousseaume, 1875
- Granulina pruinosa Boyer, 2003
- Granulina pusaterii Smriglio & Mariottini in Giannuzzi-Savelli et al., 2003
- Granulina rutae Ortea Rato, Abad & Barrios, 2008
- Granulina tenuilabiata La Perna, 1999
- Granulina tiniola (Dall, 1927)
- Granulina torosa Gofas, 1992
- Granulina truncata Dall, 1927
- Granulina vagger Watson,1886
- Granulina vanhareni (van Aartsen, M. & G., 1984)
- Granulina vitrea Laseron, 1957
- Granulina turbiniformis (Bavay, 1917)